# Lamarsh
Lamarsh is een civil parish in het bestuurlijke gebied Braintree, in het Engelse graafschap Essex. In 2001 telde het dorp 177 inwoners.